# Commissione di contea
Una commissione di contea (o un consiglio dei commissari di contea) è il gruppo di funzionari eletti incaricati collettivamente di provvedere all'amministrazione di una contea in alcuni stati degli Stati Uniti. 
Tali commissioni di solito sono composte da tre a cinque membri., anche se in alcune contee della Georgia un commissario unico detiene l'autorità dell'intera commissione.
In alcune parti degli Stati Uniti, termini alternativi come County Board of Supervisors o County Council possono essere utilizzati al posto di County Commission, ma sono da intendersi sostanialmente come sinonimi. Tuttavia, in alcune giurisdizioni potrebbero esserci delle differenze tra una commissione di contea e altri organi con titoli simili. Ad esempio, un consiglio di contea può differire da una commissione di contea per il fatto di contenere più membri o per avere una forma di governo tipica del consiglio di amministrazione. Nello stato dell'Indiana, le contee hanno sia una commissione di contea sia un consiglio di contea, con la seguente divisione dei compiti: la commissione di contea detiene l'autorità amministrativa mentre il consiglio di contea è responsabile sulle questioni fiscali.
Ogni commissione agisce come potere esecutivo nell'ambito del governo locale. È pertanto responsabile della riscossione delle tasse locali, dell'amministrazione dei servizi di contea (fra i quali gli istituti di correzione e i tribunali), della supervisione della salute pubblica, della registrazione degli atti di proprietà e dell'applicazione del codice edilizio e dei lavori pubblici (ad es. manutenzione stradale).
Il sistema è stato in gran parte soppiantato, poiché regioni un tempo scarsamente abitate si sono urbanizzate, preferendo trasferire i poteri ai comuni. I poteri amministrativi della commissione di contea rimangono forti principalmente negli degli stati a prevalenza rurale, ma persino in alcune aree urbanizzate, questa può essere responsabile di importanti funzioni amministrative.

## Storia
William Penn, fondatore della colonia britannica della Pennsylvania, è accreditato per aver dato origine al sistema dei County Commissioners negli Stati Uniti.

## Singoli Stati
- Board of County Commissioners (New Jersey; precedentemente noto come Board of chosen freeholders)
- Board of County Commissioners (Ohio)
- Commissioners' Court (Texas e Missouri; concetto simile è applicato in Arkansas con il termine "Quorum Court")
- Fiscal Court (Kentucky)
- Police Jury (Louisiana)
- Commissario unico (alcune contee in Georgia)